# Albania na Zimowych Igrzyskach Olimpijskich 2022
Albania na Zimowych Igrzyskach Olimpijskich 2022 – występ kadry sportowców reprezentujących Albanię na igrzyskach w 2022 roku w Pekinie.
W kadrze znalazł się jeden zawodnik, startujący w dwóch konkurencjach narciarstwa alpejskiego, urodzony we Włoszech Denni Xhepa, dla którego będzie to pierwszy start olimpijski. 

## Skład reprezentacji

### Narciarstwo alpejskie

#### Mężczyźni
- Denni Xhepa

| Konkurencja   | Zawodnik    | Zjazd 1. | Zjazd 1. | Zjazd 2. | Zjazd 2. | Suma    | Suma    | Źródło |
| Konkurencja   | Zawodnik    | Czas     | Miejsce  | Czas     | Miejsce  | Czas    | Miejsce | Źródło |
| ------------- | ----------- | -------- | -------- | -------- | -------- | ------- | ------- | ------ |
| Slalom gigant | Denni Xhepa | DNF      | DNF      | DNF      | DNF      | DNF     | DNF     | [ 3 ]  |
| Slalom        | Denni Xhepa | 58,32    | 34.      | 54,96    | 29.      | 1:53,28 | 28.     | [ 4 ]  |